# Cronograma dos presidentes da República Portuguesa
Este artigo consiste num cronograma da vida dos presidentes da República Portuguesa, incluindo os dezanove detentores efetivos do cargo, bem como a presidência interina de António de Oliveira Salazar, em 1951, e discriminando o período em que ocuparam a chefia do Estado. Os presidentes estão organizados por ordem em que ocuparam o cargo. O primeiro presidente apresentado é Teófilo Braga (apesar de ser o 2.º presidente da República) por ter anteriormente ocupado a chefia do Estado enquanto presidente do Governo Provisório entre 1910 e 1911. Os espaços temporais que correspondem a órgão coletivos na chefia do Estado (Ministério presidido por Sidónio Pais, em 1917, Governo presidido interinamente por Canto e Castro, em 1918, Ministério presidido por Gomes da Costa, em 1926, Ministério presidido por Óscar Carmona, em 1926 e Junta de Salvação Nacional, em 1974) surgem vazios no cronograma.